# Orthogonia sera
Orthogonia sera là một loài bướm đêm trong họ Noctuidae.